# Canción del elegido
Canción del elegido es una canción de Silvio Rodríguez de 1978 incluida en el disco Al final de este viaje, si bien ya había sido grabada previamente en 1969 para el disco colectivo 26 de julio: Los nuevos héroes.

## Descripción
La canción es una oda dedicada al revolucionario cubano Abel Santamaría Cuadrado, mismo que fue capturado y asesinado en los inicios de la Revolución cubana. El manejo del lenguaje es la de la colocación de Santamaría como un héroe mundano.

## Historia
Silvio Rodríguez habría conocido a Haydeé Santamaría, hermana de Abel, quien fue una parte importante en la carrera del compositor en su dirección de la Casa de las Américas en los años 70. El autor nunca mencionó en la canción el nombre de Santamaría, dando pie que se pensara popularmente que la canción fuera dedicada a Fidel Castro o al Che Guevara. Esta pieza es parte del repertorio de Rodríguez con temas dedicados a la Revolución cubana como Cuando digo futuro, Testamento o El tiempo está a favor de los pequeños. El compositor haría otra canción de tipo heroico dedicada a un guerrillero, El mayor, dedicada a Ignacio Agramonte y Loynaz.
La canción se haría popular a tal grado en Cuba que el habla popular incluiría la expresión "matando canallas" en su argot. Ha sido reversionada por artistas como Chabuca Granda y Soledad Bravo.